# 第VII因子
第VII因子（だい7いんし、英: factor VII）は、血液凝固カスケードに関与するタンパク質の1つである。以前はプロコンバーチンまたはプロコンベルチン（proconvertin）という名称でも知られていた。第VII因子は酵素前駆体として産生され、プロテアーゼによって活性化されて活性型第VII因子（第VIIa因子）となる。セリンプロテアーゼに分類される酵素である。組換えヒト第VIIa因子（エプタコグアルファ（活性型）（eptacog alfa [activated]）、商標名ノボセブン（NovoSeven））は、血友病患者の出血性病態に対する治療として承認されている。

## 生理学
第VII因子の主要な役割は、組織因子（第III因子）とともに凝血過程を開始することである。組織因子は血管外に位置し、通常は血流に曝露していない。血管の損傷に伴って、組織因子は血液とそこを循環する第VII因子へ曝される。第VII因子は組織因子に結合すると、さまざまなプロテアーゼによって第VIIa因子へと活性化される。活性化を行うプロテアーゼにはトロンビン（第IIa因子）、第Xa因子、第IXa因子、第XIIa因子があり、そして組織因子-第VIIa因子複合体自身によっても活性化される。組織因子-第VIIa因子複合体は、第IX因子と第X因子の活性化型プロテアーゼ（それぞれ第IXa因子と第Xa因子）への転換を触媒する。
第VII因子の作用は、凝血開始の直後に放出される組織因子経路インヒビター（TFPI）によって阻害される。
第VII因子はビタミンK依存的因子であり、肝臓で産生される。

## 構造
第VII因子は、第IX因子、第X因子と共通のドメイン構造を有している。

## 遺伝子
第VII因子の遺伝子は、13番染色体（13q34）に位置する。

## 疾患における役割
第VII因子欠乏症（先天性プロコンベルチン欠乏症）は劣性遺伝する希少疾患であり、血友病に似た出血障害が現れる。組換え第VIIa因子製剤（NovoSevenまたはAryoSeven）を用いて治療が行われる。第VII因子欠乏症に対する遺伝子治療のアプローチは非常に有望である。

## 医療での利用
組換え第VIIa因子製剤はNovoSevenとAryoSevenの商標名で販売されており、血友病（第VIII因子または第IX因子の欠乏症）で置換凝固因子に対して抗体が生じた患者で利用される。
制御不能の出血の際に利用されることもあるが、その役割には議論があり、臨床試験外での使用を支持するエビデンスは不十分である。出血に対する利用の最初の報告は、1999年に制御不能の出血を起こしたイスラエルの兵士に対する使用例である。使用に際しての危険性としては、動脈血栓の増加が挙げられる。しかし動物実験ではヒトでみられるような合併症はみられず、事実その研究では予後の改善がみられている。軍事医療においては、穿通性外傷による出血と関係した播種性血管内凝固症候群に関連する合併症に対し適応外での利用が行われている。
組換え第VIIa因子製剤は当初脳内出血に対し有望であると見られていたが、その後の研究では利点を示さず、現在では推奨されていない。

## 相互作用
第VII因子は、組織因子、プロテインキナーゼCと相互作用することが示されている。

## 関連文献
- Broze GJ, Majerus PW (February 1980). "Purification and properties of human coagulation factor VII". The Journal of Biological Chemistry. 255 (4): 1242–7. PMID 7354023。
- Versteeg HH, Peppelenbosch MP, Spek CA (December 2001). "The pleiotropic effects of tissue factor: a possible role for factor VIIa-induced intracellular signalling?". Thrombosis and Haemostasis. 86 (6): 1353–9. doi:10.1055/s-0037-1616734. PMID 11776298。
- Golino P (May 2002). "The inhibitors of the tissue factor:factor VII pathway". Thrombosis Research. 106 (3): V257-65. doi:10.1016/S0049-3848(02)00079-8. PMID 12356487。